# 1,2,4,5-Тетразин
1,2,4,5-Тетразин — 6-членное органическое гетероциклическое соединение с четырьмя атомами азота в гетероцикле. 

## Получение
Термическим разложением 1,2,4,5-тетразин-3,6-дикарбоновой кислоты.

## Физические свойства
Красные призматические кристаллы, растворимые в воде, этаноле и диэтиловом эфире.
Очень летуч. Легко разлагается. В воде растворяется с нейтральной реакцией и интенсивным красным окрашиванием.